# Lüttringen
Lüttringen ist ein Ortsteil der Gemeinde Ense im westfälischen Kreis Soest. Der Ort hat rund 870 Einwohner und ist damit nach Bremen, Niederense und Höingen der viertgrößte Ortsteil der 14 Dörfer zählenden Großgemeinde.
Lüttringen liegt am nördlichen Rand des Arnsberger Waldes (Haarstrang), an der Grenze zur Westfälischen Bucht, über dem Tal der Ruhr. Etwa fünf Kilometer südlich des Dorfes liegt Neheim-Hüsten (rund 35.000 Einwohner), der zur Stadt Arnsberg zählenden regionalen Verkehrsknotenpunkt, rund acht Kilometer nördlich die Hellwegstadt Werl. Unmittelbare Nachbarorte sind Hünningen, in das Lüttringen im Nordosten nahezu nahtlos übergeht und Höingen, etwa zwei Kilometer östlich gelegen.
Unmittelbar westlich des Dorfes verläuft die Autobahn 445, die Anschlussstelle Arnsberg-Neheim stellt für das Dorf den Anschluss an das überregionale Straßennetz dar. Der nächstgelegene Bahnhof befindet sich in Neheim-Hüsten an der Oberen Ruhrtal-Bahn Hagen – Bestwig – Warburg, der Bahnhof Werl liegt dagegen an der Hellweg-Bahn Dortmund – Unna – Soest.
Die Hauptdurchgangsstraße, die Hermann-Löns-Straße, zieht sich kurvenreich durch das Dorf. Am westlichen Ortsrand, in der Straße Am Gelke, befinden sich für größere Dörfer typische Einrichtungen: Die Schützenhalle der Schützenbruderschaft St. Hubertus Hünningen-Lüttringen (mit angegliedertem Schießstand), eine Turnhalle, ein Kindergarten, der Sportplatz des SV Lüttringen, eine Tennisanlage mit mehreren Plätzen sowie einem Vereinsheim und ein Siedlerheim. Die katholische Fürstenbergschule (Grundschule, Jahrgangsstufen 1 bis 4) liegt in derselben Straße, wurde 1962 errichtet und zählte 2002 241 Schüler in 10 Klassen.
Am südlichen Ortsrand liegt der 279 Meter hohe Fürstenberg, an dessen Osthang liegen vorgeschichtliche Hügelgräber. Auf dem Fürstenberg befand sich im 8. Jahrhundert Burg Oldenburg, eine Wallburg, die während der Sachsenkriege der örtlichen Bevölkerung als Fliehburg diente.
Lüttringen wurde im Zuge der kommunalen Neugliederung am 1. Juli 1969 mit 13 anderen selbständigen Orten zur neuen Gemeinde Ense zusammengefasst.